# Archamia mozambiquensis
Archamia mozambiquensis är en fiskart som beskrevs av Smith, 1961. Archamia mozambiquensis ingår i släktet Archamia och familjen Apogonidae. Inga underarter finns listade i Catalogue of Life.